# Origin Systems
Origin Systems, Inc. (nombre usualmente abreviado como OSI) era una empresa desarrolladora de videojuegos localizada en Austin, Texas; que estuvo activa entre 1983 y 2004. Es conocida por haber sido la autora de las series de juegos Ultima y Wing Commander.

## Historia
La empresa fue fundada en 1983 por los hermanos Robert y Richard Garriott ("Lord British"), su padre Owen y Chuck "Chuckles" Bueche, cuando Richard terminó su contrato con Sierra On-Line y publicó la tercera parte de la serie Ultima, Exodus: Ultima III.
Origin produjo muchos juegos incluyendo la serie de Ultima, series de Wing Commander, Strike Commander, Crusader: No Remorse, System Shock,  Wings of Glory  y cbybermage . 
En septiembre de 1992, Electronic Arts adquirió la empresa.
En 1997, lanzaron un MMORPG (Massively Multiplayer Online Role-Playing Games) con mejores gráficos: Ultima Online. Después de este título, Electronic Arts decidió que Origin fuese una empresa solamente de juegos en línea, lo que se materializó luego del lanzamiento de Ultima IX de 1999. No obstante eso, EA canceló todos los nuevos proyectos del desarrollo Origin, incluyendo Ultima Online 2, Privateer Online y Harry Potter Online. Richard Garriott dejó Origin poco después y fundó Destination Games en el 2000.
En los últimos años, Origin existió principalmente para apoyar y para ampliar Ultima Online y para desarrollar otros juegos en línea basados en la licencia de Ultima tal como Ultima X: Odyssey, para ser lanzado originalmente en 2004 pero después cancelado más adelante. En febrero de 2004, el estudio fue disuelto por Electronic Arts.

## Actualmente
El nombre Origin es utilizado por Electronic Arts para un cliente de descargas de juegos en línea, y su logo fue modernizado.